# Konstantin Trieniow
Konstantin Andriejewicz Trieniow (ros. Константин Андреевич Тренёв, ur. 2 czerwca 1876 w chutorze Romaszewo w guberni charkowskiej, zm. 19 maja 1945 w Moskwie) – rosyjski pisarz, dramaturg i publicysta.

## Życiorys
Urodził się w rodzinie biednego chłopa. Dzieciństwo i młodość spędził nad Donem, gdzie uczył się w szkole i w seminarium duchownym, w 1903 ukończył Petersburski Instytut Archeologiczny i Akademię Duchowną, a w 1921 Wydział Agronomiczny Uniwersytetu Taurydzkiego. Podczas rewolucji w 1917 przebywał na Krymie (rewolucję październikową przyjął z radością i stał się zwolennikiem władzy komunistycznej), później pracował w krymskim oddziale edukacji narodowej i kierował sekcją redakcyjno-wydawniczą Wydawnictwa Krymskiego, w 1931 przeniósł się do Moskwy. Działalność literacką rozpoczął w 1898, gdy w gazecie „Donskaja Riecz” w Rostowie nad Donem zamieścił swoje opowiadania. W latach 10. XX w. stał się znany jako autor opowiadań chłopskich; zaliczają się do nich m.in. Zatieriannaja krinica (1909), Szest' niediel (1911), Na jarmarke (1912), Mokraja bałka (1913) i Batraki (1916). W 1926 opublikował dramat heroiczny Lubow Jarowaja, który 22 grudnia 1926 został po raz pierwszy wystawiony w Teatrze Małym. W 1931 napisał dramat Jasnyj Łog o kolektywizacji na wsi, a w 1936 pieśń o rewolucji 1905 Gimnazisty, a w 1937 pieśń o rewolucyjnym Piotrogrodzie z 1917 Na bieriegu Newy. Za dzieło Lubow Jarowaja otrzymał w 1941 Nagrodę Stalinowską I stopnia. Był także odznaczony Orderem Czerwonego Sztandaru Pracy (1938) i Orderem „Znak Honoru” (1939).